# Quatre Jours de Dunkerque 2017
La 63e édition de Quatre Jours de Dunkerque a lieu du 9 au 14 mai 2017. Elle fait partie du calendrier UCI Europe Tour 2017 en catégorie 2.HC.

## Présentation

### Parcours
Pour cette édition 2017, la majorité en place au conseil régional a imposé aux organisateurs de passer par la Picardie. Le président de l'organisation, Bernard Martel, déclare « pour qu'on puisse passer par les cinq départements, cinq jours, ce n'était pas possible », il y a donc six étapes. En échange, les organisateurs obtiennent une subvention de 200 000 € qui était alors destinée au Tour de Picardie, disparu en 2016. La course se déroule du 9 au 14 mai.

### Équipes
| WorldTeams (4)- AG2R La Mondiale - Bahrain-Merida - FDJ - Lotto-Soudal Équipes continentales professionnelles (12)- Direct Énergie - Androni Giocattoli - Aqua Blue Sport - Cofidis, Solutions Crédits - Delko Marseille Provence KTM - Fortuneo-Vital Concept - Nippo-Vini Fantini - Roompot-Nederlandse Loterij - Sport Vlaanderen-Baloise - Verandas Willems-Crelan - Wanty-Groupe Gobert - WB-Veranclassic-Aqua Protect Équipes continentales (3)- Armée de terre - HP BTP-Auber 93 - Roubaix Lille Métropole |
| |

## Étapes
Cette édition des Quatre jours de Dunkerque comporte six étapes, dont deux se déroulent en Picardie.
| Étape     | Date   | Villes étapes                   | type            | Distance (km) | Vainqueur d'étape   | Leader du classement général |
| --------- | ------ | ------------------------------- | --------------- | ------------- | ------------------- | ---------------------------- |
| 1re étape | 9 mai  | Dunkerque – Iwuy                | étape de plaine | 192,5         | Jens Debusschere    | Jens Debusschere             |
| 2e étape  | 10 mai | Saint-Quentin – Saint-Quentin   | étape vallonnée | 169,6         | Arnaud Démare       | Jens Debusschere             |
| 3e étape  | 11 mai | Beauvais – Amiens               | étape vallonnée | 152,9         | Benjamin Thomas     | Jens Debusschere             |
| 4e étape  | 12 mai | Marck – Le Portel               | étape vallonnée | 166,5         | Sylvain Chavanel    | Sylvain Chavanel             |
| 5e étape  | 13 mai | Boeschepe – Cassel              | étape vallonnée | 188,4         | Ignatas Konovalovas | Clément Venturini            |
| 6e étape  | 14 mai | Coudekerque-Branche – Dunkerque | étape de plaine | 160,9         | Adrien Petit        | Clément Venturini            |

## Déroulement de la course

### 1reétape
| \| Classement de l'étape \| Classement de l'étape \| Classement de l'étape \| Classement de l'étape \| Classement de l'étape \| \| Coureur \| Coureur \| Pays \| Équipe \| Temps \| \| --------------------- \| --------------------- \| --------------------- \| ---------------------------- \| --------------------- \| \| 1er \| Jens Debusschere \| Belgique \| Lotto-Soudal \| 4 h 34 min 40 s \| \| 2e \| Marc Sarreau \| France \| FDJ \| + 0 s \| \| 3e \| Clément Venturini \| France \| Cofidis, Solutions Crédits \| + 0 s \| \| 4e \| Danilo Napolitano \| Italie \| Wanty-Groupe Gobert \| + 0 s \| \| 5e \| Adrien Petit \| France \| Direct Énergie \| + 0 s \| \| 6e \| Coen Vermeltfoort \| Pays-Bas \| Roompot-Nederlandse Loterij \| + 0 s \| \| 7e \| Roy Jans \| Belgique \| WB-Veranclassic-Aqua Protect \| + 0 s \| \| 8e \| Romain Cardis \| France \| Direct Énergie \| + 0 s \| \| 9e \| Marco Benfatto \| Italie \| Androni-Sidermec-Bottecchia \| + 0 s \| \| 10e \| Rudy Barbier \| France \| AG2R La Mondiale \| + 0 s \| |                   |          |                              |                 |
| |                   |          |                              |                 |
| Source : ProCyclingStats |                   |          |                              |                 |
| Classement de l'étape |                   |          |                              |                 |
| Coureur | Coureur           | Pays     | Équipe                       | Temps           |
| 1er | Jens Debusschere  | Belgique | Lotto-Soudal                 | 4 h 34 min 40 s |
| 2e | Marc Sarreau      | France   | FDJ                          | + 0 s           |
| 3e | Clément Venturini | France   | Cofidis, Solutions Crédits   | + 0 s           |
| 4e | Danilo Napolitano | Italie   | Wanty-Groupe Gobert          | + 0 s           |
| 5e | Adrien Petit      | France   | Direct Énergie               | + 0 s           |
| 6e | Coen Vermeltfoort | Pays-Bas | Roompot-Nederlandse Loterij  | + 0 s           |
| 7e | Roy Jans          | Belgique | WB-Veranclassic-Aqua Protect | + 0 s           |
| 8e | Romain Cardis     | France   | Direct Énergie               | + 0 s           |
| 9e | Marco Benfatto    | Italie   | Androni-Sidermec-Bottecchia  | + 0 s           |
| 10e | Rudy Barbier      | France   | AG2R La Mondiale             | + 0 s           |

| \| Classement général \| Classement général \| Classement général \| Classement général \| Classement général \| \| Coureur \| Coureur \| Pays \| Équipe \| Temps \| \| ------------------ \| ------------------ \| ------------------ \| ---------------------------- \| ------------------ \| \| 1er \| Jens Debusschere \| Belgique \| Lotto-Soudal \| 4 h 34 min 30 s \| \| 2e \| Marc Sarreau \| France \| FDJ \| + 4 s \| \| 3e \| Clément Venturini \| France \| Cofidis, Solutions Crédits \| + 6 s \| \| 4e \| Danilo Napolitano \| Italie \| Wanty-Groupe Gobert \| + 10 s \| \| 5e \| Adrien Petit \| France \| Direct Énergie \| + 10 s \| \| 6e \| Coen Vermeltfoort \| Pays-Bas \| Roompot-Nederlandse Loterij \| + 10 s \| \| 7e \| Roy Jans \| Belgique \| WB-Veranclassic-Aqua Protect \| + 10 s \| \| 8e \| Romain Cardis \| France \| Direct Énergie \| + 10 s \| \| 9e \| Marco Benfatto \| Italie \| Androni-Sidermec-Bottecchia \| + 10 s \| \| 10e \| Rudy Barbier \| France \| AG2R La Mondiale \| + 10 s \| |                   |          |                              |                 |
| |                   |          |                              |                 |
| Source : ProCyclingStats |                   |          |                              |                 |
| Classement général |                   |          |                              |                 |
| Coureur | Coureur           | Pays     | Équipe                       | Temps           |
| 1er | Jens Debusschere  | Belgique | Lotto-Soudal                 | 4 h 34 min 30 s |
| 2e | Marc Sarreau      | France   | FDJ                          | + 4 s           |
| 3e | Clément Venturini | France   | Cofidis, Solutions Crédits   | + 6 s           |
| 4e | Danilo Napolitano | Italie   | Wanty-Groupe Gobert          | + 10 s          |
| 5e | Adrien Petit      | France   | Direct Énergie               | + 10 s          |
| 6e | Coen Vermeltfoort | Pays-Bas | Roompot-Nederlandse Loterij  | + 10 s          |
| 7e | Roy Jans          | Belgique | WB-Veranclassic-Aqua Protect | + 10 s          |
| 8e | Romain Cardis     | France   | Direct Énergie               | + 10 s          |
| 9e | Marco Benfatto    | Italie   | Androni-Sidermec-Bottecchia  | + 10 s          |
| 10e | Rudy Barbier      | France   | AG2R La Mondiale             | + 10 s          |

### 2eétape
| \| Classement de l'étape \| Classement de l'étape \| Classement de l'étape \| Classement de l'étape \| Classement de l'étape \| \| Coureur \| Coureur \| Pays \| Équipe \| Temps \| \| --------------------- \| --------------------- \| --------------------- \| --------------------------- \| --------------------- \| \| 1er \| Arnaud Démare \| France \| FDJ \| 3 h 58 min 59 s \| \| 2e \| Jens Debusschere \| Belgique \| Lotto-Soudal \| + 0 s \| \| 3e \| Rudy Barbier \| France \| AG2R La Mondiale \| + 0 s \| \| 4e \| Danilo Napolitano \| Italie \| Wanty-Groupe Gobert \| + 0 s \| \| 5e \| Samuel Dumoulin \| France \| AG2R La Mondiale \| + 0 s \| \| 6e \| Yannis Yssaad \| France \| Armée de terre \| + 0 s \| \| 7e \| Taco van der Hoorn \| Pays-Bas \| Roompot-Nederlandse Loterij \| + 0 s \| \| 8e \| Oliver Naesen \| Belgique \| AG2R La Mondiale \| + 0 s \| \| 9e \| Steven Tronet \| France \| Armée de terre \| + 0 s \| \| 10e \| Hugo Hofstetter \| France \| Cofidis, Solutions Crédits \| + 0 s \| |                    |          |                             |                 |
| |                    |          |                             |                 |
| Source : ProCyclingStats |                    |          |                             |                 |
| Classement de l'étape |                    |          |                             |                 |
| Coureur | Coureur            | Pays     | Équipe                      | Temps           |
| 1er | Arnaud Démare      | France   | FDJ                         | 3 h 58 min 59 s |
| 2e | Jens Debusschere   | Belgique | Lotto-Soudal                | + 0 s           |
| 3e | Rudy Barbier       | France   | AG2R La Mondiale            | + 0 s           |
| 4e | Danilo Napolitano  | Italie   | Wanty-Groupe Gobert         | + 0 s           |
| 5e | Samuel Dumoulin    | France   | AG2R La Mondiale            | + 0 s           |
| 6e | Yannis Yssaad      | France   | Armée de terre              | + 0 s           |
| 7e | Taco van der Hoorn | Pays-Bas | Roompot-Nederlandse Loterij | + 0 s           |
| 8e | Oliver Naesen      | Belgique | AG2R La Mondiale            | + 0 s           |
| 9e | Steven Tronet      | France   | Armée de terre              | + 0 s           |
| 10e | Hugo Hofstetter    | France   | Cofidis, Solutions Crédits  | + 0 s           |

| \| Classement général \| Classement général \| Classement général \| Classement général \| Classement général \| \| Coureur \| Coureur \| Pays \| Équipe \| Temps \| \| ------------------ \| ------------------ \| ------------------ \| ---------------------------- \| ------------------ \| \| 1er \| Jens Debusschere \| Belgique \| Lotto-Soudal \| 8 h 33 min 23 s \| \| 2e \| Marc Sarreau \| France \| FDJ \| + 10 s \| \| 3e \| Rudy Barbier \| France \| AG2R La Mondiale \| + 12 s \| \| 4e \| Clément Venturini \| France \| Cofidis, Solutions Crédits \| + 12 s \| \| 5e \| Danilo Napolitano \| Italie \| Wanty-Groupe Gobert \| + 16 s \| \| 6e \| Roy Jans \| Belgique \| WB-Veranclassic-Aqua Protect \| + 16 s \| \| 7e \| Jérémy Lecroq \| France \| Roubaix Lille Métropole \| + 16 s \| \| 8e \| Oliver Naesen \| Belgique \| AG2R La Mondiale \| + 16 s \| \| 9e \| Timothy Dupont \| Belgique \| Verandas Willems-Crelan \| + 16 s \| \| 10e \| Samuel Dumoulin \| France \| AG2R La Mondiale \| + 16 s \| |                   |          |                              |                 |
| |                   |          |                              |                 |
| Source : ProCyclingStats |                   |          |                              |                 |
| Classement général |                   |          |                              |                 |
| Coureur | Coureur           | Pays     | Équipe                       | Temps           |
| 1er | Jens Debusschere  | Belgique | Lotto-Soudal                 | 8 h 33 min 23 s |
| 2e | Marc Sarreau      | France   | FDJ                          | + 10 s          |
| 3e | Rudy Barbier      | France   | AG2R La Mondiale             | + 12 s          |
| 4e | Clément Venturini | France   | Cofidis, Solutions Crédits   | + 12 s          |
| 5e | Danilo Napolitano | Italie   | Wanty-Groupe Gobert          | + 16 s          |
| 6e | Roy Jans          | Belgique | WB-Veranclassic-Aqua Protect | + 16 s          |
| 7e | Jérémy Lecroq     | France   | Roubaix Lille Métropole      | + 16 s          |
| 8e | Oliver Naesen     | Belgique | AG2R La Mondiale             | + 16 s          |
| 9e | Timothy Dupont    | Belgique | Verandas Willems-Crelan      | + 16 s          |
| 10e | Samuel Dumoulin   | France   | AG2R La Mondiale             | + 16 s          |

### 3eétape
Benjamin Thomas passe la ligne d'arrivée juste devant le peloton, alors qu'il était dans une échappée initiée par Sylvain Chavanel et Maxime Vantomme.
| \| Classement de l'étape \| Classement de l'étape \| Classement de l'étape \| Classement de l'étape \| Classement de l'étape \| \| Coureur \| Coureur \| Pays \| Équipe \| Temps \| \| --------------------- \| --------------------- \| --------------------- \| ---------------------------- \| --------------------- \| \| 1er \| Benjamin Thomas \| France \| Armée de terre \| 3 h 29 min 00 s \| \| 2e \| Niccolò Bonifazio \| Italie \| Bahrain-Merida \| + 0 s \| \| 3e \| Arnaud Démare \| France \| FDJ \| + 0 s \| \| 4e \| Roy Jans \| Belgique \| WB-Veranclassic-Aqua Protect \| + 0 s \| \| 5e \| Jérémy Lecroq \| France \| Roubaix Lille Métropole \| + 0 s \| \| 6e \| Rudy Barbier \| France \| AG2R La Mondiale \| + 0 s \| \| 7e \| Marco Canola \| Italie \| Nippo-Vini Fantini \| + 0 s \| \| 8e \| Bert Van Lerberghe \| Belgique \| Sport Vlaanderen-Baloise \| + 0 s \| \| 9e \| Raymond Kreder \| Pays-Bas \| Roompot-Nederlandse Loterij \| + 0 s \| \| 10e \| Jonas Rickaert \| Belgique \| Sport Vlaanderen-Baloise \| + 0 s \| |                    |          |                              |                 |
| |                    |          |                              |                 |
| Source : ProCyclingStats |                    |          |                              |                 |
| Classement de l'étape |                    |          |                              |                 |
| Coureur | Coureur            | Pays     | Équipe                       | Temps           |
| 1er | Benjamin Thomas    | France   | Armée de terre               | 3 h 29 min 00 s |
| 2e | Niccolò Bonifazio  | Italie   | Bahrain-Merida               | + 0 s           |
| 3e | Arnaud Démare      | France   | FDJ                          | + 0 s           |
| 4e | Roy Jans           | Belgique | WB-Veranclassic-Aqua Protect | + 0 s           |
| 5e | Jérémy Lecroq      | France   | Roubaix Lille Métropole      | + 0 s           |
| 6e | Rudy Barbier       | France   | AG2R La Mondiale             | + 0 s           |
| 7e | Marco Canola       | Italie   | Nippo-Vini Fantini           | + 0 s           |
| 8e | Bert Van Lerberghe | Belgique | Sport Vlaanderen-Baloise     | + 0 s           |
| 9e | Raymond Kreder     | Pays-Bas | Roompot-Nederlandse Loterij  | + 0 s           |
| 10e | Jonas Rickaert     | Belgique | Sport Vlaanderen-Baloise     | + 0 s           |

| \| Classement général \| Classement général \| Classement général \| Classement général \| Classement général \| \| Coureur \| Coureur \| Pays \| Équipe \| Temps \| \| ------------------ \| ------------------ \| ------------------ \| ---------------------------- \| ------------------ \| \| 1er \| Jens Debusschere \| Belgique \| Lotto-Soudal \| 12 h 02 min 23 s \| \| 2e \| Marc Sarreau \| France \| FDJ \| + 10 s \| \| 3e \| Rudy Barbier \| France \| AG2R La Mondiale \| + 12 s \| \| 4e \| Clément Venturini \| France \| Cofidis, Solutions Crédits \| + 12 s \| \| 5e \| Sylvain Chavanel \| France \| Direct Énergie \| + 13 s \| \| 6e \| Maxime Vantomme \| Belgique \| WB-Veranclassic-Aqua Protect \| + 14 s \| \| 7e \| Samuel Dumoulin \| France \| AG2R La Mondiale \| + 15 s \| \| 8e \| Roy Jans \| Belgique \| WB-Veranclassic-Aqua Protect \| + 16 s \| \| 9e \| Jérémy Lecroq \| France \| Roubaix Lille Métropole \| + 16 s \| \| 10e \| Oliver Naesen \| Belgique \| AG2R La Mondiale \| + 16 s \| |                   |          |                              |                  |
| |                   |          |                              |                  |
| Source : ProCyclingStats |                   |          |                              |                  |
| Classement général |                   |          |                              |                  |
| Coureur | Coureur           | Pays     | Équipe                       | Temps            |
| 1er | Jens Debusschere  | Belgique | Lotto-Soudal                 | 12 h 02 min 23 s |
| 2e | Marc Sarreau      | France   | FDJ                          | + 10 s           |
| 3e | Rudy Barbier      | France   | AG2R La Mondiale             | + 12 s           |
| 4e | Clément Venturini | France   | Cofidis, Solutions Crédits   | + 12 s           |
| 5e | Sylvain Chavanel  | France   | Direct Énergie               | + 13 s           |
| 6e | Maxime Vantomme   | Belgique | WB-Veranclassic-Aqua Protect | + 14 s           |
| 7e | Samuel Dumoulin   | France   | AG2R La Mondiale             | + 15 s           |
| 8e | Roy Jans          | Belgique | WB-Veranclassic-Aqua Protect | + 16 s           |
| 9e | Jérémy Lecroq     | France   | Roubaix Lille Métropole      | + 16 s           |
| 10e | Oliver Naesen     | Belgique | AG2R La Mondiale             | + 16 s           |

### 4eétape
Sylvain Chavanel gagne l'étape en s'extirpant d'un groupe de dix coureurs composé de Sénéchal, Dumoulin et Venturini. Grâce aux bonifications, Chavanel endosse le maillot rose; les trois coureurs précédents le suivent au général.
| \| Classement de l'étape \| Classement de l'étape \| Classement de l'étape \| Classement de l'étape \| Classement de l'étape \| \| Coureur \| Coureur \| Pays \| Équipe \| Temps \| \| --------------------- \| --------------------- \| --------------------- \| ---------------------------- \| --------------------- \| \| 1er \| Sylvain Chavanel \| France \| Direct Énergie \| 4 h 27 min 17 s \| \| 2e \| Samuel Dumoulin \| France \| AG2R La Mondiale \| + 5 s \| \| 3e \| Clément Venturini \| France \| Cofidis, Solutions Crédits \| + 5 s \| \| 4e \| Mauro Finetto \| Italie \| Delko-Marseille Provence-KTM \| + 5 s \| \| 5e \| Franck Bonnamour \| France \| Fortuneo-Vital Concept \| + 5 s \| \| 6e \| Sander Armée \| Belgique \| Lotto-Soudal \| + 5 s \| \| 7e \| Ignatas Konovalovas \| Lituanie \| FDJ \| + 5 s \| \| 8e \| Florian Sénéchal \| France \| Cofidis, Solutions Crédits \| + 5 s \| \| 9e \| Delio Fernández \| Espagne \| Delko-Marseille Provence-KTM \| + 5 s \| \| 10e \| Oliver Naesen \| Belgique \| AG2R La Mondiale \| + 8 s \| |                     |          |                              |                 |
| |                     |          |                              |                 |
| Source : ProCyclingStats |                     |          |                              |                 |
| Classement de l'étape |                     |          |                              |                 |
| Coureur | Coureur             | Pays     | Équipe                       | Temps           |
| 1er | Sylvain Chavanel    | France   | Direct Énergie               | 4 h 27 min 17 s |
| 2e | Samuel Dumoulin     | France   | AG2R La Mondiale             | + 5 s           |
| 3e | Clément Venturini   | France   | Cofidis, Solutions Crédits   | + 5 s           |
| 4e | Mauro Finetto       | Italie   | Delko-Marseille Provence-KTM | + 5 s           |
| 5e | Franck Bonnamour    | France   | Fortuneo-Vital Concept       | + 5 s           |
| 6e | Sander Armée        | Belgique | Lotto-Soudal                 | + 5 s           |
| 7e | Ignatas Konovalovas | Lituanie | FDJ                          | + 5 s           |
| 8e | Florian Sénéchal    | France   | Cofidis, Solutions Crédits   | + 5 s           |
| 9e | Delio Fernández     | Espagne  | Delko-Marseille Provence-KTM | + 5 s           |
| 10e | Oliver Naesen       | Belgique | AG2R La Mondiale             | + 8 s           |

| \| Classement général \| Classement général \| Classement général \| Classement général \| Classement général \| \| Coureur \| Coureur \| Pays \| Équipe \| Temps \| \| ------------------ \| ------------------ \| ------------------ \| ---------------------------- \| ------------------ \| \| 1er \| Sylvain Chavanel \| France \| Direct Énergie \| 16 h 29 min 43 s \| \| 2e \| Clément Venturini \| France \| Cofidis, Solutions Crédits \| + 10 s \| \| 3e \| Samuel Dumoulin \| France \| AG2R La Mondiale \| + 11 s \| \| 4e \| Florian Sénéchal \| France \| Cofidis, Solutions Crédits \| + 18 s \| \| 5e \| Sander Armée \| Belgique \| Lotto-Soudal \| + 18 s \| \| 6e \| Oliver Naesen \| Belgique \| AG2R La Mondiale \| + 21 s \| \| 7e \| Maxime Vantomme \| Belgique \| WB-Veranclassic-Aqua Protect \| + 32 s \| \| 8e \| Jérémy Lecroq \| France \| Roubaix Lille Métropole \| + 34 s \| \| 9e \| Marco Canola \| Italie \| Nippo-Vini Fantini \| + 34 s \| \| 10e \| Adrien Petit \| France \| Direct Énergie \| + 34 s \| |                   |          |                              |                  |
| |                   |          |                              |                  |
| Source : ProCyclingStats |                   |          |                              |                  |
| Classement général |                   |          |                              |                  |
| Coureur | Coureur           | Pays     | Équipe                       | Temps            |
| 1er | Sylvain Chavanel  | France   | Direct Énergie               | 16 h 29 min 43 s |
| 2e | Clément Venturini | France   | Cofidis, Solutions Crédits   | + 10 s           |
| 3e | Samuel Dumoulin   | France   | AG2R La Mondiale             | + 11 s           |
| 4e | Florian Sénéchal  | France   | Cofidis, Solutions Crédits   | + 18 s           |
| 5e | Sander Armée      | Belgique | Lotto-Soudal                 | + 18 s           |
| 6e | Oliver Naesen     | Belgique | AG2R La Mondiale             | + 21 s           |
| 7e | Maxime Vantomme   | Belgique | WB-Veranclassic-Aqua Protect | + 32 s           |
| 8e | Jérémy Lecroq     | France   | Roubaix Lille Métropole      | + 34 s           |
| 9e | Marco Canola      | Italie   | Nippo-Vini Fantini           | + 34 s           |
| 10e | Adrien Petit      | France   | Direct Énergie               | + 34 s           |

### 5eétape
| \| Classement de l'étape \| Classement de l'étape \| Classement de l'étape \| Classement de l'étape \| Classement de l'étape \| \| Coureur \| Coureur \| Pays \| Équipe \| Temps \| \| --------------------- \| --------------------- \| --------------------- \| ---------------------------- \| --------------------- \| \| 1er \| Ignatas Konovalovas \| Lituanie \| FDJ \| 4 h 52 min 26 s \| \| 2e \| Sander Armée \| Belgique \| Lotto-Soudal \| + 3 s \| \| 3e \| Oliver Naesen \| Belgique \| AG2R La Mondiale \| + 3 s \| \| 4e \| Clément Venturini \| France \| Cofidis, Solutions Crédits \| + 3 s \| \| 5e \| Mauro Finetto \| Italie \| Delko-Marseille Provence-KTM \| + 11 s \| \| 6e \| Pim Ligthart \| Pays-Bas \| Roompot-Nederlandse Loterij \| + 32 s \| \| 7e \| Sylvain Chavanel \| France \| Direct Énergie \| + 44 s \| \| 8e \| Christophe Riblon \| France \| AG2R La Mondiale \| + 44 s \| \| 9e \| Flavien Dassonville \| France \| HP BTP-Auber 93 \| + 49 s \| \| 10e \| Laurent Pichon \| France \| Fortuneo-Vital Concept \| + 55 s \| |                     |          |                              |                 |
| |                     |          |                              |                 |
| Source : ProCyclingStats |                     |          |                              |                 |
| Classement de l'étape |                     |          |                              |                 |
| Coureur | Coureur             | Pays     | Équipe                       | Temps           |
| 1er | Ignatas Konovalovas | Lituanie | FDJ                          | 4 h 52 min 26 s |
| 2e | Sander Armée        | Belgique | Lotto-Soudal                 | + 3 s           |
| 3e | Oliver Naesen       | Belgique | AG2R La Mondiale             | + 3 s           |
| 4e | Clément Venturini   | France   | Cofidis, Solutions Crédits   | + 3 s           |
| 5e | Mauro Finetto       | Italie   | Delko-Marseille Provence-KTM | + 11 s          |
| 6e | Pim Ligthart        | Pays-Bas | Roompot-Nederlandse Loterij  | + 32 s          |
| 7e | Sylvain Chavanel    | France   | Direct Énergie               | + 44 s          |
| 8e | Christophe Riblon   | France   | AG2R La Mondiale             | + 44 s          |
| 9e | Flavien Dassonville | France   | HP BTP-Auber 93              | + 49 s          |
| 10e | Laurent Pichon      | France   | Fortuneo-Vital Concept       | + 55 s          |

| \| Classement général \| Classement général \| Classement général \| Classement général \| Classement général \| \| Coureur \| Coureur \| Pays \| Équipe \| Temps \| \| ------------------ \| ------------------- \| ------------------ \| ---------------------------- \| ------------------ \| \| 1er \| Clément Venturini \| France \| Cofidis, Solutions Crédits \| 21 h 22 min 22 s \| \| 2e \| Sander Armée \| Belgique \| Lotto-Soudal \| + 2 s \| \| 3e \| Oliver Naesen \| Belgique \| AG2R La Mondiale \| + 7 s \| \| 4e \| Ignatas Konovalovas \| Lituanie \| FDJ \| + 21 s \| \| 5e \| Sylvain Chavanel \| France \| Direct Énergie \| + 31 s \| \| 6e \| Mauro Finetto \| Italie \| Delko-Marseille Provence-KTM \| + 42 s \| \| 7e \| Florian Sénéchal \| France \| Cofidis, Solutions Crédits \| + 1 min 19 s \| \| 8e \| Iuri Filosi \| Italie \| Nippo-Vini Fantini \| + 1 min 29 s \| \| 9e \| Pim Ligthart \| Pays-Bas \| Roompot-Nederlandse Loterij \| + 1 min 29 s \| \| 10e \| Laurent Pichon \| France \| Fortuneo-Vital Concept \| + 1 min 42 s \| |                     |          |                              |                  |
| |                     |          |                              |                  |
| Source : ProCyclingStats |                     |          |                              |                  |
| Classement général |                     |          |                              |                  |
| Coureur | Coureur             | Pays     | Équipe                       | Temps            |
| 1er | Clément Venturini   | France   | Cofidis, Solutions Crédits   | 21 h 22 min 22 s |
| 2e | Sander Armée        | Belgique | Lotto-Soudal                 | + 2 s            |
| 3e | Oliver Naesen       | Belgique | AG2R La Mondiale             | + 7 s            |
| 4e | Ignatas Konovalovas | Lituanie | FDJ                          | + 21 s           |
| 5e | Sylvain Chavanel    | France   | Direct Énergie               | + 31 s           |
| 6e | Mauro Finetto       | Italie   | Delko-Marseille Provence-KTM | + 42 s           |
| 7e | Florian Sénéchal    | France   | Cofidis, Solutions Crédits   | + 1 min 19 s     |
| 8e | Iuri Filosi         | Italie   | Nippo-Vini Fantini           | + 1 min 29 s     |
| 9e | Pim Ligthart        | Pays-Bas | Roompot-Nederlandse Loterij  | + 1 min 29 s     |
| 10e | Laurent Pichon      | France   | Fortuneo-Vital Concept       | + 1 min 42 s     |

### 6eétape
| \| Classement de l'étape \| Classement de l'étape \| Classement de l'étape \| Classement de l'étape \| Classement de l'étape \| \| Coureur \| Coureur \| Pays \| Équipe \| Temps \| \| --------------------- \| --------------------- \| --------------------- \| ---------------------------- \| --------------------- \| \| 1er \| Adrien Petit \| France \| Direct Énergie \| 3 h 34 min 14 s \| \| 2e \| Berden de Vries \| Pays-Bas \| Roompot-Nederlandse Loterij \| + 15 s \| \| 3e \| Julien Duval \| France \| AG2R La Mondiale \| + 18 s \| \| 4e \| Niccolò Bonifazio \| Italie \| Bahrain-Merida \| + 37 s \| \| 5e \| Kenny Dehaes \| Belgique \| Wanty-Groupe Gobert \| + 37 s \| \| 6e \| Coen Vermeltfoort \| Pays-Bas \| Roompot-Nederlandse Loterij \| + 37 s \| \| 7e \| Raymond Kreder \| Pays-Bas \| Roompot-Nederlandse Loterij \| + 37 s \| \| 8e \| Emiel Vermeulen \| Belgique \| Roubaix Lille Métropole \| + 37 s \| \| 9e \| Kevyn Ista \| Belgique \| WB-Veranclassic-Aqua Protect \| + 37 s \| \| 10e \| Bert Van Lerberghe \| Belgique \| Sport Vlaanderen-Baloise \| + 37 s \| |                    |          |                              |                 |
| |                    |          |                              |                 |
| Source : ProCyclingStats |                    |          |                              |                 |
| Classement de l'étape |                    |          |                              |                 |
| Coureur | Coureur            | Pays     | Équipe                       | Temps           |
| 1er | Adrien Petit       | France   | Direct Énergie               | 3 h 34 min 14 s |
| 2e | Berden de Vries    | Pays-Bas | Roompot-Nederlandse Loterij  | + 15 s          |
| 3e | Julien Duval       | France   | AG2R La Mondiale             | + 18 s          |
| 4e | Niccolò Bonifazio  | Italie   | Bahrain-Merida               | + 37 s          |
| 5e | Kenny Dehaes       | Belgique | Wanty-Groupe Gobert          | + 37 s          |
| 6e | Coen Vermeltfoort  | Pays-Bas | Roompot-Nederlandse Loterij  | + 37 s          |
| 7e | Raymond Kreder     | Pays-Bas | Roompot-Nederlandse Loterij  | + 37 s          |
| 8e | Emiel Vermeulen    | Belgique | Roubaix Lille Métropole      | + 37 s          |
| 9e | Kevyn Ista         | Belgique | WB-Veranclassic-Aqua Protect | + 37 s          |
| 10e | Bert Van Lerberghe | Belgique | Sport Vlaanderen-Baloise     | + 37 s          |

## Classements finals

### Classement général final
.
| \| Classement général \| Classement général \| Classement général \| Classement général \| Classement général \| \| Coureur \| Coureur \| Pays \| Équipe \| Temps \| \| ------------------ \| ------------------- \| ------------------ \| ---------------------------- \| ------------------ \| \| 1er \| Clément Venturini \| France \| Cofidis, Solutions Crédits \| 24 h 57 min 13 s \| \| 2e \| Sander Armée \| Belgique \| Lotto-Soudal \| + 2 s \| \| 3e \| Oliver Naesen \| Belgique \| AG2R La Mondiale \| + 7 s \| \| 4e \| Ignatas Konovalovas \| Lituanie \| FDJ \| + 21 s \| \| 5e \| Sylvain Chavanel \| France \| Direct Énergie \| + 31 s \| \| 6e \| Mauro Finetto \| Italie \| Delko-Marseille Provence-KTM \| + 42 s \| \| 7e \| Florian Sénéchal \| France \| Cofidis, Solutions Crédits \| + 1 min 19 s \| \| 8e \| Iuri Filosi \| Italie \| Nippo-Vini Fantini \| + 1 min 26 s \| \| 9e \| Pim Ligthart \| Pays-Bas \| Roompot-Nederlandse Loterij \| + 1 min 29 s \| \| 10e \| Laurent Pichon \| France \| Fortuneo-Vital Concept \| + 1 min 42 s \| |                     |          |                              |                  |
| |                     |          |                              |                  |
| Source : ProCyclingStats |                     |          |                              |                  |
| Classement général |                     |          |                              |                  |
| Coureur | Coureur             | Pays     | Équipe                       | Temps            |
| 1er | Clément Venturini   | France   | Cofidis, Solutions Crédits   | 24 h 57 min 13 s |
| 2e | Sander Armée        | Belgique | Lotto-Soudal                 | + 2 s            |
| 3e | Oliver Naesen       | Belgique | AG2R La Mondiale             | + 7 s            |
| 4e | Ignatas Konovalovas | Lituanie | FDJ                          | + 21 s           |
| 5e | Sylvain Chavanel    | France   | Direct Énergie               | + 31 s           |
| 6e | Mauro Finetto       | Italie   | Delko-Marseille Provence-KTM | + 42 s           |
| 7e | Florian Sénéchal    | France   | Cofidis, Solutions Crédits   | + 1 min 19 s     |
| 8e | Iuri Filosi         | Italie   | Nippo-Vini Fantini           | + 1 min 26 s     |
| 9e | Pim Ligthart        | Pays-Bas | Roompot-Nederlandse Loterij  | + 1 min 29 s     |
| 10e | Laurent Pichon      | France   | Fortuneo-Vital Concept       | + 1 min 42 s     |

### Classements annexes

#### Classement par points
| Classement par points | Classement par points | Classement par points | Classement par points | Classement par points |
| --------------------- | --------------------- | --------------------- | --------------------- | --------------------- |
|                       | Coureur               | Pays                  | Équipe                | Point(s)              |
| 1er                   | Clément Venturini     | France                | Cofidis               | 47 points             |
| 2e                    | Adrien Petit          | France                | Direct Énergie        | 42 pts                |
| 3e                    | Jens Debusschere      | Belgique              | Lotto Soudal          | 37 pts                |
| modifier              |                       |                       |                       |                       |

#### Classement de la montagne
| Classement de la montagne | Classement de la montagne | Classement de la montagne | Classement de la montagne     | Classement de la montagne |
| ------------------------- | ------------------------- | ------------------------- | ----------------------------- | ------------------------- |
|                           | Coureur                   | Pays                      | Équipe                        | Point(s)                  |
| 1er                       | Andrea Vendrame           | Italie                    | Androni Giocattoli-Bottecchia | 25 points                 |
| 2e                        | Tim Ariesen               | Pays-Bas                  | Roompot                       | 13 pts                    |
| 3e                        | Luca Pacioni              | Italie                    | Androni Giocattoli-Bottecchia | 12 pts                    |
| modifier                  |                           |                           |                               |                           |

#### Classement du meilleur jeune
| Classement du meilleur jeune | Classement du meilleur jeune | Classement du meilleur jeune | Classement du meilleur jeune | Classement du meilleur jeune |
|                              | Coureur                      | Pays                         | Équipe                       | Temps                        |
| ---------------------------- | ---------------------------- | ---------------------------- | ---------------------------- | ---------------------------- |
| 1er                          | Clément Venturini            | France                       | Cofidis                      | en 24 h 57 min 13 s          |
| 2e                           | Florian Sénéchal             | France                       | Cofidis                      | + 1 min 19 s                 |
| 3e                           | Taco van der Hoorn           | Pays-Bas                     | Roompot                      | + 2 min 28 s                 |
| modifier                     |                              |                              |                              |                              |

#### Classement par équipes
| Classement par équipes | Classement par équipes | Classement par équipes | Classement par équipes |
|                        | Équipe                 | Pays                   | Temps                  |
| ---------------------- | ---------------------- | ---------------------- | ---------------------- |
| 1re                    | AG2R La Mondiale       | France                 | en                     |
| 2e                     | Cofidis                | France                 | + 8 s                  |
| 3e                     | Direct Énergie         | France                 | + 1 min 31 s           |
| modifier               |                        |                        |                        |

#### Classements divers
Un classement des "rushs" est attribué à la fin de chaque étape, et prend en compte le sprint intermédiaire et le meilleur grimpeur.
Le sprint des dunes est disputé seulement dans la dernière étape, il fut remporté par Julien Duval.